# Tournoi de tennis d'Irving
Ne doit pas être confondu avec Tournoi de tennis de Dallas.
L'Irving Tennis Classic est un tournoi international de tennis masculin de l'ATP Challenger Tour organisé sur dur au mois de mars à Irving au Texas entre 2012 et 2019. Il se déroule parallèlement à la deuxième semaine du Masters d'Indian Wells et juste avant le Masters de Miami. Cette situation privilégiée et sa dotation de 150 000 dollars en font l'un des tournois Challenger les plus relevés du circuit.

## Histoire
Le tournoi d'Irving est l'un des plus prestigieux du circuit Challenger de par sa dotation et sa liste d'entrée qui équivaut à certains tournois ATP 250. En effet, sa position dans le calendrier (et géographique) entre les deux Masters 1000 lui permet d'attirer les joueurs précocement éliminés du tournoi californien et qui préparent le Masters floridien. Créé en 2012, il prend la place laissée vacante dans le calendrier 2011 du BMW Tennis Championship, organisé à Sunrise et Boca Raton entre 2004 et 2010.
Le tournoi est dirigé par le hongrois Zoltan Papp en association avec deux autres copropriétaires, Vince Menard et l'ancien joueur professionnel sud-africain Brent Haygarth. Le Bahaméen Mark Knowles a également participé à la création du tournoi.
D'abord dénommé Dallas Tennis Classic à sa création, il se joue depuis la 1re édition sur les terrains du Four Seasons Resort and Club Dallas at Las Colinas situés à Irving, dans la banlieue de Dallas. La ville d'Irving devenant le sponsor principal du tournoi en 2014, il a été renommé en Irving Tennis Classic. Les courts sont en dur extérieur de la société SportMaster (en). 
En 2019, le tournoi déménage à Phoenix et devient l'Arizona Tennis Classic.

### Joueurs notables
De nombreux joueurs du top 50 mondial s'inscrivent chaque année à l'Irving Tennis Classic. Voici, par édition, les joueurs les mieux classés et d'autres joueurs importants inscrits :
- 2012 : Marin Čilić (no 24), Alex Bogomolov (no 37) et Tommy Haas dès la 1re édition ;
- 2013 : Márcos Baghdatís (no 35), Thomaz Bellucci (no 38) et David Goffin ;
- 2014 : Vasek Pospisil (no 27) et Federico Delbonis (no 44) ;
- 2015 : Jérémy Chardy (no 34), Gilles Müller (no 36), Benjamin Becker (no 40) et Dominic Thiem (no 46) ;
- 2016 : Gilles Müller (no 45) et Lukáš Rosol (no 50) ;
- 2017 : Marcel Granollers (no 36), Paolo Lorenzi (no 38) et les espoirs Karen Khachanov ou Borna Ćorić ;
- 2018 : Yuichi Sugita (no 40), Jared Donaldson (no 48) et Gilles Simon.

## Palmarès

### En simple
| Date                  | Dotation     | Vainqueur         | Finaliste         | Score          | Tableau |
| --------------------- | ------------ | ----------------- | ----------------- | -------------- | ------- |
| Dallas Tennis Classic |              |                   |                   |                |         |
| 13/03/2012            | 125 000 $ +H | Frank Dancevic    | Igor Andreev      | 7-64, 6-3      |         |
| 11/03/2013            | 125 000 $ +H | Jürgen Melzer     | Denis Kudla       | 6-4, 2-6, 6-1  |         |
| Irving Tennis Classic |              |                   |                   |                |         |
| 10/03/2014            | 125 000 $ +H | Lukáš Rosol       | Steve Johnson     | 6-0, 6-3       |         |
| 16/03/2015            | 125 000 $ +H | Aljaž Bedene      | Tim Smyczek       | 7-63, 3-6, 6-3 |         |
| 14/03/2016            | 125 000 $ +H | Marcel Granollers | Aljaž Bedene      | 6-1, 6-1       |         |
| 13/03/2017            | 150 000 $ +H | Aljaž Bedene      | Mikhail Kukushkin | 6-4, 3-6, 6-1  |         |
| 12/03/2018            | 150 000 $ +H | Mikhail Kukushkin | Matteo Berrettini | 6-2, 3-6, 6-1  |         |

### En double
| Date                  | Vainqueurs                           | Finalistes                         | Score             |
| --------------------- | ------------------------------------ | ---------------------------------- | ----------------- |
| Dallas Tennis Classic |                                      |                                    |                   |
| 13/03/2012            | Santiago González Scott Lipsky       | Michael Russell Bobby Reynolds     | 6-4, 6-3          |
| 11/03/2013            | Jürgen Melzer Philipp Petzschner     | Eric Butorac Dominic Inglot        | 6-3, 6-1          |
| Irving Tennis Classic |                                      |                                    |                   |
| 10/03/2014            | Santiago González Scott Lipsky       | John-Patrick Smith Michael Venus   | 4-6, 7-67, [10-7] |
| 16/03/2015            | Robert Lindstedt Serhiy Stakhovsky   | Benjamin Becker Philipp Petzschner | 6-4, 6-4          |
| 14/03/2016            | Nicholas Monroe Aisam-Ul-Haq Qureshi | Chris Guccione André Sá            | 6-2, 5-7, [10-4]  |
| 13/03/2017            | Marcus Daniell Marcelo Demoliner     | Oliver Marach Fabrice Martin       | 6-3, 6-4          |
| 12/03/2018            | Philipp Petzschner Alexander Peya    | Radu Albot Matthew Ebden           | 6-2, 6-4          |

## Erreur d'arbitrage
Le tournoi d'Irving a été le lieu d'erreurs d'arbitrage notables. Des exemples de fautes grossières non signalées par les arbitres ont eu lieu au cours de la rencontre opposant Borna Ćorić à Dustin Brown en 2017 ou encore lors de la rencontre entre Ryan Harrison et Andrey Rublev en 2016.